# Білозерська вулиця
Білозе́рська ву́лиця — зникла вулиця, що існувала в Дніпровському районі міста Києва, місцевість Микільська слобідка. Пролягала від Броварського проспекту до Джамбульського провулку. Прилучалися вулиця Стефаника та Джамбульська вулиця.

## Історія
Вулиця виникла в 1920-х — на початку 1930-х років під назвою Червоно-Пожежна. На карті 1943 року позначена як Пожежна, згодом мала назву Червоної. Назву Білозерська вулиця отримала 1952 року.
Ліквідована на межі 1980–90-х років у зв'язку зі знесенням старої забудови Микільської слобідки. Траса вулиці була знищена навесні 2003 року. Однак окремі будинки вулиці продовжували існувати і пізніше, зокрема будинок № 11 достояв до січня 2003 року, а будинок № 20, що проіснував до початку червня 2010 року, став останнім на південній частині слобідки.